# Hôtel Blackhawk
Pour les articles homonymes, voir Black Hawk.
L'hôtel Blackhawk (en anglais : Blackhawk Hotel) est un hôtel américain situé à Davenport, en Iowa. Ouvert en 1915, cet établissement est inscrit au Registre national des lieux historiques depuis le 7 juillet 1983 et est membre des Historic Hotels of America depuis 2010.